# Stazione di Ascea
La stazione di Ascea è una stazione ferroviaria posta sulla linea Battipaglia-Reggio Calabria. Serve il centro abitato di Ascea.

## Storia
La stazione fu attivata nel 1889 in concomitanza con l'apertura del tronco ferroviario Vallo della Lucania-Pisciotta.

## Strutture e impianti
La stazione dispone di un fabbricato viaggiatori e di due binari passanti dedicati al servizio passeggeri, muniti di banchine, pensiline e sottopassaggi. Erano presenti altri due binari (uno di tronco e uno passante), ora rimossi.

## Movimento
La stazione è servita da treni regionali Trenitalia svolti nell'ambito del contratto di servizio con la Regione Campania e da servizi a lunga percorrenza svolti anch'essi da Trenitalia.

## Servizi e interscambi
La stazione, che RFI classifica nella categoria "Silver",, dispone di:
- Biglietteria automatica
- Sottopassaggio pedonale
- Sala d'attesa
- Servizi igienici
- Bar
- Annuncio sonoro treni in arrivo, in partenza e in transito
- Capolinea autolinee extraurbane
- Parcheggi di superficie